# Массовое убийство в Брокен-Хилле
Массовое убийство в Брокен-Хилле — террористический акт, который произошёл 1 января 1915 года возле австралийского города Брокен-Хилл, штат Новый Южный Уэльс. Двое мужчин застрелили четырёх человек и ранили ещё семь, прежде чем были убиты полицией и военными. Нападение было организовано на почве политических и религиозных пристрастий, преступники не были членами какого-либо криминального сообщества. Двое нападавших мужчин были позже идентифицированы как мусульмане из Британской Индии (современного Пакистана).

## Личности преступников

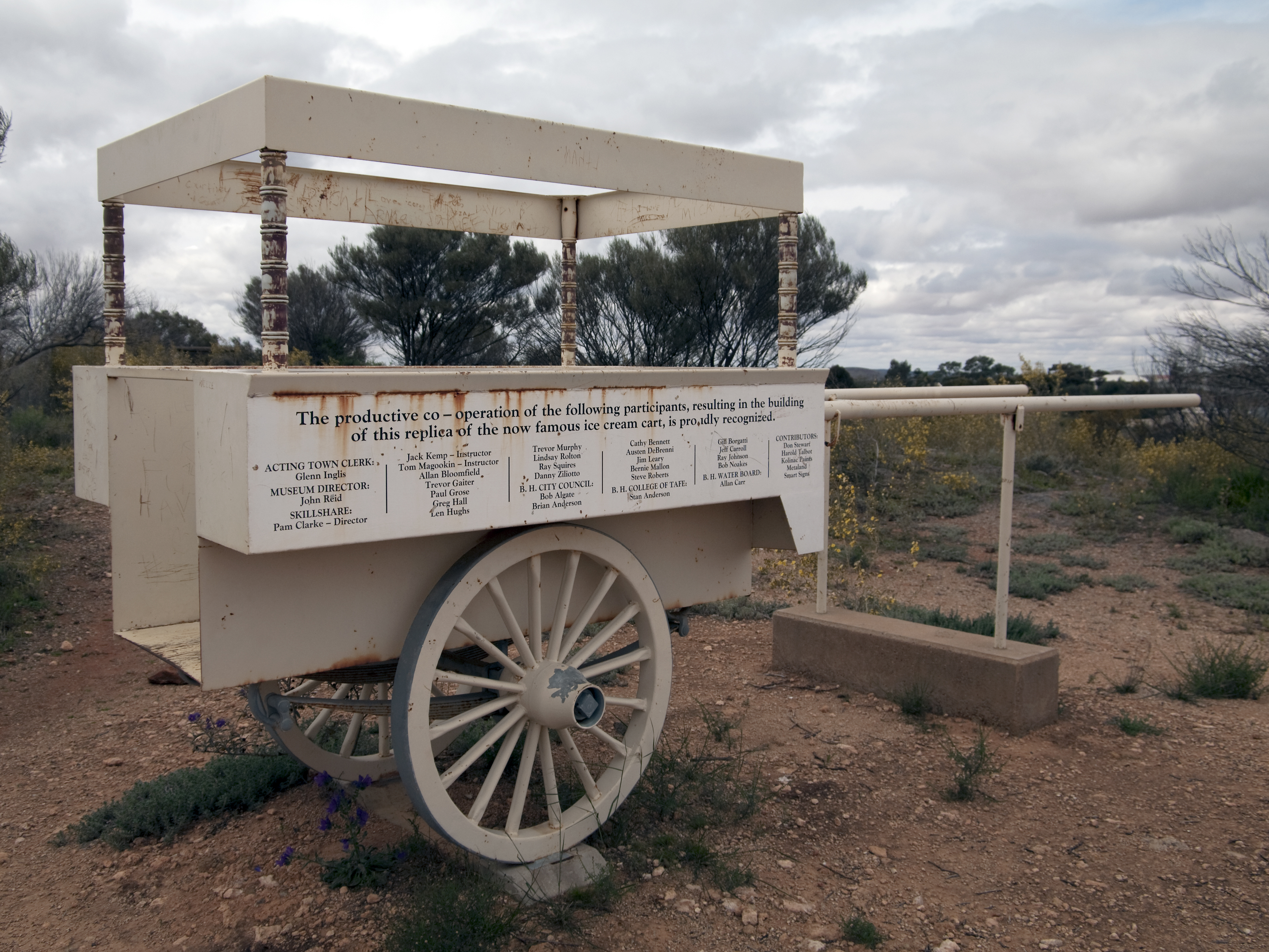
Репродукция тележки с мороженым, расположенная недалеко от места, где произошла битва.

Оба нападавших ранее работали погонщиками верблюдов в Брокен-Хилле. Их звали: Бадша Мухаммед Гул (родился в 1874 году, торговец мороженым) и Мулла Абдулла (родился в 1854 году, имам и мясник). Тележка с мороженым Бадши Гула была хорошо известна в городе, именно в ней он привёз Абдуллу и оружие к месту бойни. Они также смастерили самодельный флаг Османской империи и установили его на тележку. При этом не прикладывали много усилий для сокрытия своей личности.
В 1898 году Абдулла прибыл в Брокен-Хилл и работал погонщиком верблюдов, затем стал муллой и забивал животных в соответствии с исламским обрядом в нарушение закона Австралии. За несколько дней до убийств Абдулла был осуждён за убой овец в помещении, не лицензированном для забоя. Это было не первое его правонарушение. На суде врач мистер Броснан отметил, что несанкционированный забой животных носит антисанитарный характер.

## Нападение на поезд
1 января 1915 года местные члены ордена Manchester Unity Order of Oddfellows отправились на пикник в деревню Сильвертон. Поезд из Брокен-Хилл в Сильвертон перевозил 1200 пассажиров в 40 вагонах. В трех километрах от города Абдулла и Гул заняли позицию на отсыпи (примерно в 30 метрах от рельсов). Когда поезд подошёл, они открыли огонь из двух винтовок, сделав от 20 до 30 выстрелов. Пассажиры первоначально подумали, что выстрелы были сделаны в честь проходящего поезда, но как только их товарищи начали падать, они осознали, что это нападение. 17-летняя Альма Куви скончалась на месте. Уильям Джон Шоу, рабочий в медсанчасти, был убит в поезде, его дочь Люси Шоу получила ранение. Шесть других людей в поезде были ранены: Мэри Кавана, Джордж Стокс, Томас Кэмпбелл, Альма Крокер, Роуз Крабб и констебль Роберт Миллс. Охранник в поезде, Дик Найхолм, открыл ответную стрельбу, что сыграло важную роль в защите пассажиров поезда от дальнейшего обстрела нападавших.

## Ответные действия полиции
После нападения Гул и Мулла Абдулла с тележкой отправились от железнодорожного полотна в сторону лагеря афганцев, в котором они жили. По пути они убили Альфреда Милларда, который проживал в своей хижине. К этому времени поезд остановился на запасном пути и полиция была вызвана по телефону. Полиция связалась с лейтенантом Решем, служившим на местной базе австралийских вооружённых сил, после чего военнослужащие прибыли на подкрепление. Когда полицейские обнаружили Гула и Абдуллу недалеко от Cable Hotel, Роберт Миллс получил ещё одно пулевое ранение от стрелков. Гул и Абдулла затем укрылись недалеко от месторождения белого кварца, что служило хорошим укрытием. Затем последовала 90-минутная перестрелка с полицией, в ходе которой прибыли вооружённые представители общественности, чтобы оказать помощь полиции и армии. К концу боя из укрытия нападавших раздавалось незначительное количество выстрелов, и констебль Уорд сделал вывод, что Мулла Абдулла уже мертв, а Гул ранен. Джеймс Крейг, 69-летний житель одного из домов в Cable Hotel, рубил дрова во время перестрелки, попал под шальную пулю и был убит. Он стал четвёртым погибшим. Очевидцы позже заявили, что Гул лежал без сознания с белой тряпкой, привязанной к своей винтовке, на нём насчитывалось 16 пулевых ранений. Толпа не позволила загрузить тело Абдуллы в машину скорой помощи. В тот же день оба тела нападавших были захоронены в тайном месте полицией.

## Последствия
Нападавшие оставили записки, объясняющие их действия начавшейся войной между Османской и Британской империями, которая была официально объявлена в октябре 1914 года. Считая, что он будет убит, Мухаммед Гул оставил в своём поясном ремне предсмертное письмо, в котором написал: «Я должен убить вас и отдать жизнь за свою веру, Аллаху Акбар». Мулла Абдулла указал в своём последнем письме, что он умирает за свою веру и во славу османского султана, но в силу своей обиды на главного санитарного врача Броснана, он намеревался убить его первым.
Помимо того, что полицейские были вынуждены остановить толпу австралийцев, готовых напасть на лагерь афганцев следующей ночью, не было никакого насилия в отношении мусульманской общины впоследствии. Действия нападавших рассматривались как недружелюбное поведение немцев. Полагая, что это немцы спровоцировали афганцев устроить бойню, местные жители сожгли Немецкий клуб в Брокен-Хилле.
На следующий день в шахтах Брокен-Хилла были уволены все сотрудники, которые происходили из враждебных Британской империи стран. Шесть австрийцев, четыре немца и один турок были изгнаны из города. Флаг Османской империи, найденный рядом с местом бойни, впоследствии был использован в пропагандистских целях для того, чтобы сплотить австралийскую общественность в условиях войны.

## Отражение в массовой культуре
В конце 1970-х гг. была предпринята попытка снять фильм Битва в Брокен-Хилле, однако режиссёр Дональд Кромби не довёл проект до конца.
В 1981 году был снят документальный фильм «Битва в Брокен-Хилле». В 2019 году в Турции был представлен художественный фильм «Türk İşi Dondurma» ( «Турецкое мороженое»Türk Isi Dondurma (англ.) на сайте Internet Movie Database</ref> ), представляющий оригинальную версию событий.